# Fernando Pimentel
Fernando Damata Pimentel GORB (Belo Horizonte, 31 de março de 1951) é um economista e político brasileiro. Filiado ao Partido dos Trabalhadores (PT), é ex-governador do Estado de Minas Gerais. Foi ministro do Desenvolvimento, Indústria e Comércio Exterior do Brasil do Governo Dilma Rousseff entre 1º de janeiro de 2011 e 12 de fevereiro de 2014, quando deixou o cargo para iniciar sua pré-campanha para governador de Minas Gerais no mesmo ano. Foi sucedido no Ministério por Mauro Borges Lemos. Ainda em 2014, com 52,98% dos votos válidos, foi eleito governador de Minas Gerais no primeiro turno, vencendo o candidato governista Pimenta da Veiga, do PSDB.

## Biografia
Pai de três filhos, é formado em economia pela Pontifícia Universidade Católica de Minas Gerais (PUC-MG), e mestre em Ciência política pela Universidade Federal de Minas Gerais (UFMG). Foi eleito prefeito de Belo Horizonte para o mandato de 2005 a 2008, pelo Partido dos Trabalhadores (PT), ao qual é filiado e um de seus fundadores.

### Carreira acadêmica
Exerceu atividade acadêmica e docente como coordenador do Centro de Extensão da Faculdade de Ciências Econômicas da UFMG e, desde agosto de 1978, como professor assistente do Departamento de Economia.
Integrante ativo das entidades de categorias profissionais, ocupou a vice-presidência da Associação de Professores Universitários de Belo Horizonte, na gestão 1985-1987, foi presidente do Conselho Regional de Economia de Minas Gerais (1991-1992) tendo sido reeleito, por duas vezes, para conselheiro da mesma, no período de 1990-1992. Foi também diretor do Sindicato dos Economistas de Minas Gerais (1986-1992).

### Carreira política

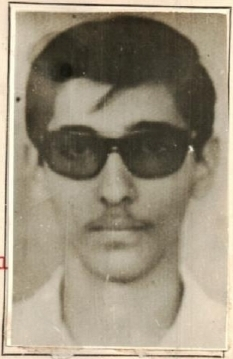
Foto de ficha de Fernando Pimentel no Departamento de Ordem Política e Social (DOPS)

Iniciou-se na militância política por meio dos movimentos estudantis de 1968, contra a ditadura militar. Na época, tinha 17 anos e estudava no Colégio Estadual de Minas Gerais. Vinculado ao grupo de guerrilha VAR-Palmares, foi perseguido pelos órgãos de repressão e viveu na clandestinidade. Foi preso em 1970 e libertado em 1973..
Ocupou vários cargos na administração municipal de Belo Horizonte, entre eles o de secretário Municipal de Governo, Planejamento e Coordenação Geral, na gestão de Célio de Castro. Em 1993, na gestão de Patrus Ananias, foi secretário Municipal da Fazenda, cargo que ocupou até 1996. No primeiro mandato da administração de Célio de Castro, exerceu o mesmo cargo até junho de 2000, quando se afastou para se candidatar a vice-prefeito. Essa seria sua primeira disputa de um cargo eletivo. Foi um dos principais articuladores do "Orçamento participativo" de Belo Horizonte, o maior programa permanente de obras públicas do país, que continuou sendo uma das prioridades de sua administração.
Em 2001, tomou posse como vice-prefeito de Célio de Castro e, em novembro do mesmo ano, assumiu, interinamente, o cargo de prefeito de Belo Horizonte em substituição ao titular, licenciado por motivo de saúde. Em 8 de abril de 2003, assumiu, definitivamente, o cargo de prefeito, em razão da aposentadoria de Célio de Castro. Durante sua administração no ministério da indústria, rompeu o acordo comercial no setor automotivo com o México pelo excessivo déficit comercial do Brasil.

### Prefeito de Belo Horizonte
Foi apontado, pelo site inglês Worldmayor, como o oitavo melhor prefeito do mundo, em 2005. O site destaca o trabalho dos prefeitos que melhor serviram às suas comunidades. Foi o único prefeito da América do Sul na lista dos dez melhores do mundo. No ano seguinte, o então presidente Luiz Inácio Lula da Silva admitiu-o à Ordem de Rio Branco no grau de Grande-Oficial suplementar.

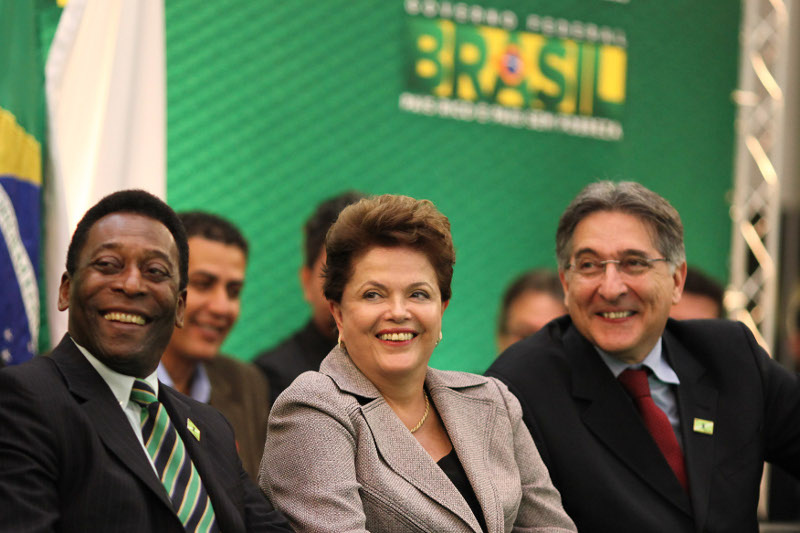
Ao lado do rei Pelé e do ministro Fernando Pimentel (MDIC), presidente Dilma anuncia investimentos do PAC Copa para a região metropolitana de Belo Horizonte.

### Ministro do Desenvolvimento
Pimentel foi escolhido como um dos ministros estreantes do Governo Dilma Rousseff, sendo empossado como Ministro do Desenvolvimento, Indústria e Comércio Exterior no primeiro dia de 2011. Ele fez uma administração que se destacou pelo uso de verba pública para financiar o setor privado, pelas concessões a iniciativa privada e pelas violações a acordos comerciais do Mercosul.
Disputou uma vaga no senado nas eleições de 2010, sendo derrotado por Aécio Neves e Itamar Franco.

### Presidência daEMGEA (Empresa Gestora de Ativos)
Pimentel foi nomeado para presidir a EMGEA pelo ministro da Fazenda, Fernando Haddad, em 4 de abril de 2023. A estatal é subordinada ao Ministério da Fazenda e é responsável pela gestão de ativos (bens e direitos) que são provenientes da União e de outras entidades da administração pública federal. Ele foi empossado na presidência em 3 de maio de 2023.

## Governador de Minas

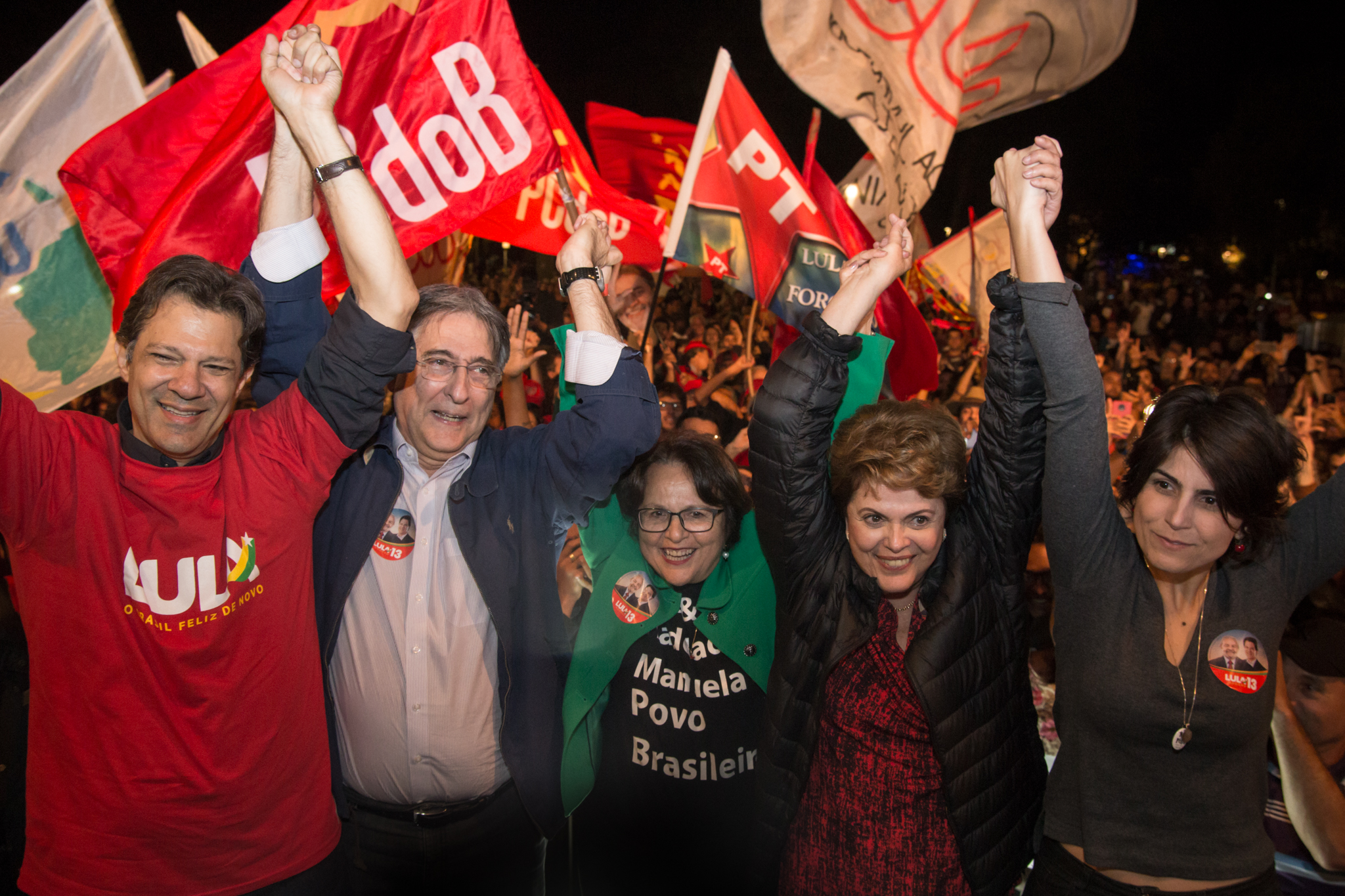
Fernando Pimentel durante sua campanha pela reeleição em 2018.

Em 2014 anunciou a saída do Ministério de Desenvolvimento para disputar o governo de Minas pelo PT. Em 5 de outubro foi eleito governador de Minas Gerais no primeiro turno, com 52,98% dos votos válidos, vencendo o candidato Pimenta da Veiga, candidato pelo Partido da Social Democracia Brasileira (PSDB). Tomou posse no dia 1º de janeiro de 2015.
No comando do governo de minas, Pimentel teve que lidar com a situação de crise financeira e política que assolava o país e atender cada região do estado.
Como governador, Pimentel criou os chamados fóruns regionais, que dividiu Minas em  17 Territórios de Desenvolvimento, separados por suas peculiaridades individuais. Em cada um desses Territórios, foi instalado um Fórum Regional, com reuniões presenciais que irão contribuir continuamente para o planejamento das ações de governo..

## Controvérsias

### Operação Acrônimo
A Comissão de Ética Pública da Presidência da República investigou se ele assumiu o cargo de ministro do Desenvolvimento, Indústria e Comércio Exterior (Mdic) com contratos de consultorias ainda vigentes e apurou várias irregularidades, atualmente responde a vários processos judiciais. Em 29 de maio de 2015, o imóvel de sua esposa, Carolina Pimentel, foi alvo de buscas da Polícia Federal no âmbito da Operação Acrônimo que investiga um esquema de lavagem de dinheiro envolvendo colaboradores da campanha do petista para governador em 2014.
Em 6 de maio de 2016, foi denunciado ao STF pela Procuradoria Geral da República (PGR) por crimes de corrupção e lavagem de dinheiro. A PGR cita repasses da concessionária da marca Hyundai Caoa e três empresas do empresário Benedito Rodrigues de Oliveira, denunciado igualmente. Bridge, BRO e POR consultoria. Os repasses seriam desvios de financiamento do programa de isenções fiscais, feitos através de uma portaria assinada por Pimentel.
Em 22 de maio de 2018, foi denunciado pela pela PGR no Superior Tribunal de Justiça (STJ), com base nas investigações da Operação Acrônimo, acusado de cometer a infração prevista no artigo 350 do Código Penal — conhecida popularmente como caixa 2 — relativo à campanha de 2014.
Em junho de 2019 Pimentel foi absolvido da acusação de ter feito uso de caixa 2 na campanha para o Senado em 2010. O TRE de Minas considerou que o MP não conseguiu comprovar a acusação.
Em março de 2017, teve seu nome investigado e pedido abertura de inquérito ao Supremo Tribunal Federal pelo Procurador-Geral da República Rodrigo Janot, no âmbito da Operação Lava Jato.
Em julho de 2020, o juiz Marcus Vinicius Reis Bastos, da 12ª Vara Federal em Brasília, determinou o arquivamento do inquérito da Operação Acrônimo que apurou suspeitas de pagamentos indevidos de R$ 8 milhões pelo grupo Casino envolvendo Pimentel. A decisão se baseou na inexistência de provas que ligassem o ex-governador ao caso.

### Operação Lava Jato
A campanha de Pimentel pagou 440 mil reais a uma empresa que é investigada na operação Lava Jato como suspeita de passar propina a André Luiz Vargas Ilário (à época membro do PT). A gráfica MPV7 passou a ser investigada pela força-tarefa sobre o esquema de corrupção da Petrobras por ter feito diversos depósitos na conta de uma empresa fantasma mantida por Vargas entre 2011 e 2014.
Em maio de 2017 em delação premiada relacionada à Operação Lava Jato, o presidente da JBS, Joesley Batista, relatou que teria doado ilegalmente R$ 30 milhões de reais para a campanha de 2014 de Fernando Pimentel por ordem da então presidente da república Dilma Rousseff. No entanto, no curso da investigação, o próprio Ministério Público Federal reconhece a inconsistência das informações da delação premiada e em Abril de 2021 o Juiz Jorge Gustavo Serra de Macêdo Costa, 11ª Vara Criminal da Seção Judiciária de Minas Gerais, rejeitou a denúncia contra Fernando Pimentel.

### Processo de impeachment
A denúncia do advogado Mariel Márley Marra foi acolhida pela Assembleia Legislativa de Minas Gerais (ALMG) em 26 de abril de 2018, do qual pede o impeachment de Pimentel por crime de responsabilidade. O texto diz que que o governador cometeu crimes ao não repassar 300 milhões de reais ao orçamento do Legislativo. A denúncia também afirma que o governo vem atrasando salários do funcionalismo público, o que violaria a Constituição da República.
Mesmo com o andamento suspenso, o pedido de impeachment do governador Fernando Pimentel por crime de responsabilidade já tem o rito definido. A mesa da ALMG se reuniu em 16 de maio de 2018 para acertar como será a tramitação, caso as questões de ordem apresentadas por deputados petistas, que motivaram a suspensão, sejam rejeitadas.